# Bongsan-myeon, Hapcheon-gun
Bongsan-myeon (koreanska: 봉산면) är en socken i Sydkorea. Den ligger i kommunen Hapcheon-gun i provinsen Södra Gyeongsang, i den centrala delen av landet, 240 km söder om huvudstaden Seoul.